# Mokoswane
Mokoswane – wieś w Botswanie w dystrykcie Central. Według spisu ludności z 2011 roku wieś liczyła 556 mieszkańców.